# إيجبتوس
إيجبتوس (بالإنجليزية: Aegyptus or Ægyptus)‏، (باليونانية: Αἴγυπτος)‏، في الميثولوجيا اليونانية، كان ملكًا أسطوريًا لمصر القديمة. هو ابن بيلوس [الإنجليزية] والأخ التوأم لدانوس [الإنجليزية]. وكان والد خمسين ابنًا كلهم، إلَّا واحدًا، سقطوا ضحية خمسين فتاة، هنَّ بنات دانوس. وهو حاكم مصر، ومنه اتخذت اسمها. ولكن في الأسطورة المصرية أن إيجيبت (مصر) اسم مأخوذ من كيجي (روح) وبتاح (الإله الأكبر).